# Liber Census Daniae

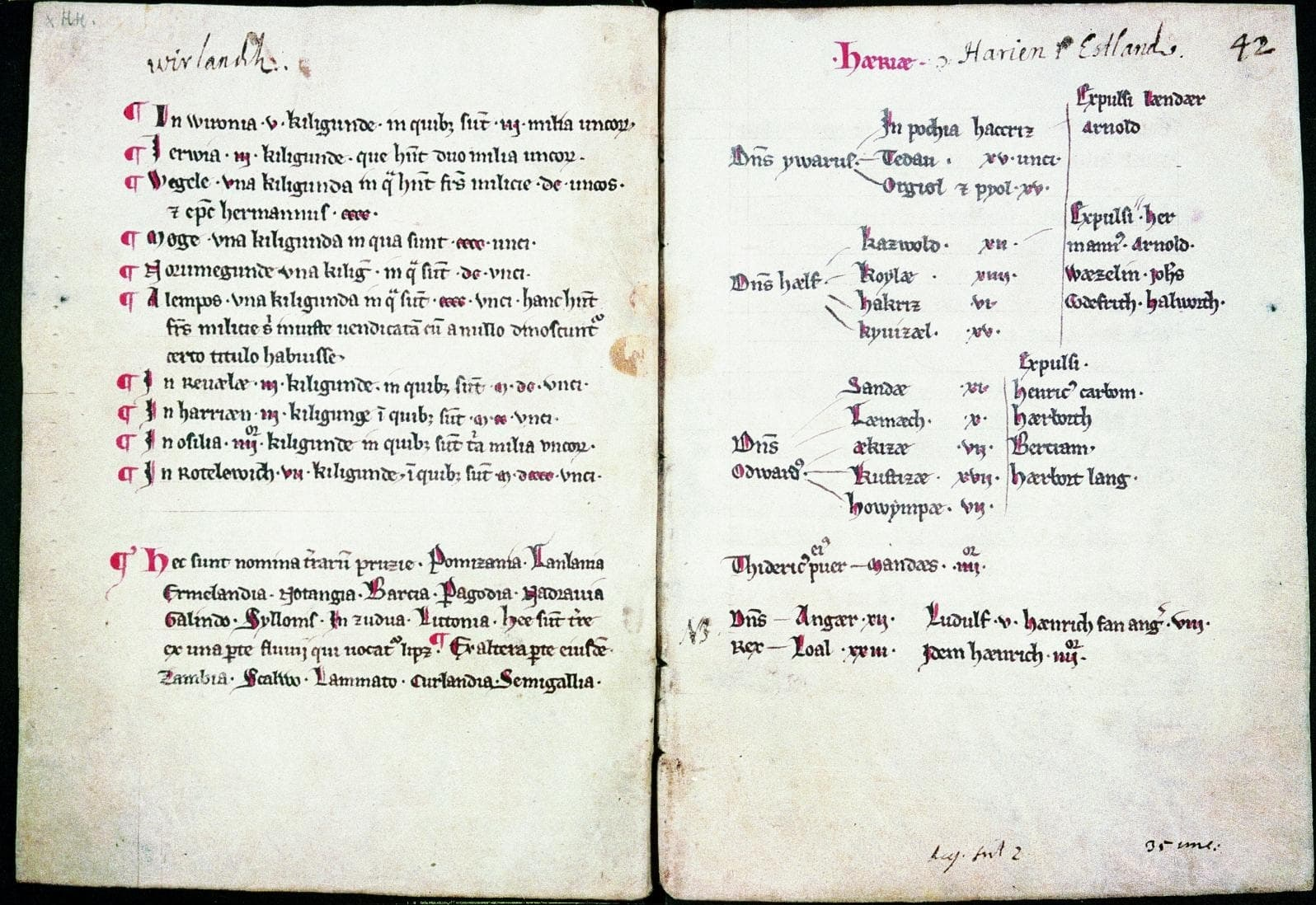
Karty z Liber Census Daniae. Na górze lewej karty „mała lista ziem estońskich”, a na dole tej strony „mała lista ziem pruskich”

Liber Census Daniae (pol. Księga podatkowa ziem podległych Królowi Danii, duń. Kong Valdemars Jordebog) – zbiór dokumentów powstałych za panowania duńskiego króla Waldemara II Zwycięskiego (1202–1241) zawierających spis ziem, miast i ludności podległych jego panowaniu. Dokumenty powstały w celach skarbowych. Oryginalny rękopis znajduje się w Duńskim Archiwum Narodowym (Rigsarkivet) w Kopenhadze.
Spis zawiera wiele nazw miejscowych w państwach położonych nad Bałtykiem, które zostały tam wymienione po raz pierwszy.

## Lista ziem pruskich

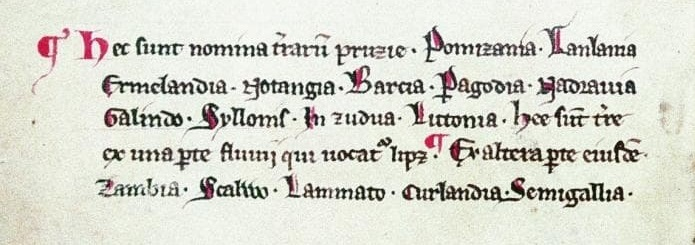
Lista ziem pruskich z Liber Census Daniae z ok. 1210–1231 r.

Liber Census Daniae zawiera tzw. małą listę ziem pruskich, najstarsze wymienienie plemiennych ziem w Prusach, które pochodzi z czasów przed przybyciem tam zakonu krzyżackiego.
Co prawda ziemie pruskie były już od X wieku w orbicie zainteresowań duńskich królów i możnych, to ich relacje wspominają przede wszystkim o Sambii i ziemiach na północ od niej. W roku 1210 Waldemar II, któremu podlegało już Pomorze, wziął udział w wyprawie do Prus i czasowo podporządkował je Danii. Dzięki temu lista ziem pruskich zawiera najwcześniejsze szczegółowe informacje o Prusach.
Według najszerzej uznanych przypuszczeń Paula Johansena lista powstała w roku 1231 w związku z działalnością w Inflantach legata papieskiego Baldwina z Alna, który zamierzał stworzyć państwo kościelne rozciągające się od Estonii po Prusy. Według Jana Powierskiego lista ziem pruskich została sporządzona już w trakcie wyprawy Waldemara II do Prus w 1210 roku. Natomiast według Stelli Marii Szacherskiej lista jest odzwierciedleniem duńskich planów podporządkowania ziem pruskich.
- Tekst łaciński[7]:

Hec sunt nomina terrarum Pruzie: Pomizania, Lanlania, Ermelandia, Notangia, Barcia, Pagodia, Nadrauia, Galindo, Syllonis in Zudua, Littonia. Hec sunt terre ex una parte fluvii, qui vocatur Lipz. Ex altera parte: Zambia, Scalwo, Lammato, Curlandia, Semigallia.
- Tłumaczenie:

To są nazwy ziem pruskich: Pomezania, Lanzania, Warmia, Natangia, Barcja, Pagodia, Nadrowia, Galindia, Syllonis w Sudowii, Litwa. To są ziemie od jednej części rzeki, która nazywa się Lipz [Pregoła]. Od drugiej części: Sambia, Skalowia, Lammato, ziemia Kurów, ziemia Zemgalów.